# 하얀미소
"하얀미소"는 1981년에 개봉한 대한민국의 영화이다.

## 캐스팅
- 금보라
- 김영철
- 이영호
- 이대로
- 사미자
- 황민
- 김흥석
- 경인선
- 안성균
- 이혜숙
- 김희진
- 박예숙
- 양일민
- 최종원
- 김형중
- 신동욱
- 조문진